# The Attorney for the Defense
The Attorney for the Defense è un cortometraggio muto del 1913: il nome del regista non viene riportato nei titoli. Prodotto dalla Kalem Company, il film fu interpretato da Alice Joyce e Tom Moore. Venne distribuito nelle sale dalla General Film Company il 18 giugno 1913.

## Trama
Norman Lewis è un avvocato che ha ottenuto un posto di prestigio in un'altra città. Obbligato a partire, deve lasciare la fidanzata Ruth Demarest: i due si promettono di scriversi sempre e di ritrovarsi al più presto.
Nella nuova città, Norman ha una carriera ricca di soddisfazioni. La sua segretaria, Louise, affascinata da lui, se ne innamora. La donna decide di prendere il posto di Ruth nel cuore di Norman e, quando arrivano le lettere della fidanzata, lei gliele nasconde. Passano i mesi e Norman comincia a dubitare dell'amore di Ruth e, per orgoglio, non le scrive mai. Ruth, che sta studiando legge pure lei per poter aiutare Norman quando saranno sposati, resta delusa dal comportamento del fidanzato e pian piano smette di scrivergli, cercando di dimenticarlo.
Per un caso del destino, tempo dopo, i due ex fidanzati si ritrovano a seguire lo stesso processo, lei alla difesa, lui all'accusa. Finalmente uno davanti all'altra, i due possono parlarsi e si rendono conto dei maneggi di Louise per separarli.

## Produzione
Prodotto dalla Kalem Company.

## Distribuzione
Il film - un cortometraggio a una bobina - fu distribuito dalla General Film Company, uscendo nelle sale il 18 giugno 1913.